# 나나사토촌 (기후현)
나나사토촌(일본어: 七郷村)은 일본 기후현 모토스군에 존재했던 촌이다. 현재의 기후시의 서북부에 해당되는 지역이다.

## 역사
- 1889년 7월 1일 - 정촌제 시행에 의해 가타가타군 나나사토촌이 성립하였다.
- 1897년 4월 1일 - 가타가타군이 분할되어, 이나바군, 이비군, 모토스군의 일부가 되었으며, 나나사토촌은 모토스군에 소속되었다.
- 1950년 8월 20일 - 기후시에 편입해, 동일 나나사토촌은 폐지되었다.

## 교통

### 철도
- 나고야 철도
  - 이비선

## 그외
기후시에 사이고라는 이름의 지명은 가미사이고, 나카사이고, 시모사이고, 고사이고, 코사이고가 있으며, 같은 지역에 있다. 메이지 시대 합병 당시 고니시고만 나나사토촌이 되었다. 그 영향으로 현재도 초등학교와 중학교가 다르다.

## 참고 문헌
- 角川日本地名大辞典編纂委員会,『角川日本地名大辞典 21 岐阜県』1980, 角川書店